# Hosni Abd-Rabou
Hosni Abd-Rabou Abdel Moteleb (arab. حسني عبدربه, ur. 1 listopada 1984 w Ismailii) – egipski piłkarz grający na pozycji środkowego pomocnika.

## Kariera klubowa
Abd-Rabou pochodzi z miasta Ismailia. Tam też rozpoczął piłkarską karierę w klubie Ismaily SC. Już w sezonie 2001/2002 zadebiutował w jego barwach w pierwszej lidze. Zespół Ismaily zdobył mistrzostwo Egiptu, a Hosni był jego najmłodszym zawodnikiem. W 2004 roku wystąpił w finale Arabskiej Lidze Mistrzów, ale Ismaily przegrało w nim z tunezyjskim CS Sfaxien (0:0 karne 4:3).
Już w 2003 roku Abd-Rabou zwrócił na siebie uwagę europejskich klubów, takich jak Juventus F.C., Arsenal F.C., FC Nantes czy RC Strasbourg, jednak szefowie Ismaily odmówili sprzedaży zawodnika. W 2005 roku Egipcjanin trafił jednak do klubu ze Strasburga, z którym podpisał pięcioletni kontrakt. W Ligue 1 zadebiutował 27 sierpnia w zremisowanym 0:0 meczu z Girondins Bordeaux. We francuskiej ekstraklasie rozegrał 22 spotkania i wystąpił w Pucharze Intertoto, jednak Racing spadł do Ligue 2, a Abd Rabou wrócił do drużyny Ismaily.
Latem 2007 po powrocie do Ismaily, Abd-Rabou'a chciały zatrudnić dwa czołowe kluby w kraju, Al-Ahly Kair i Zamalek SC, ale ostatecznie pozostał w Ismaily. W 2008 roku został na 2 lata wypożyczony do Al-Ahli Dubaj. W 2010 roku wrócił do Ismaily SC.

## Kariera reprezentacyjna
W 2003 roku Abd-Rabou wystąpił wraz z młodzieżową reprezentacją Egiptu U-20 na MŚ U-20 w ZEA. W pierwszej reprezentacji zadebiutował w 2004 roku. W 2008 roku Hassan Shehata powołał go na Puchar Narodów Afryki 2008. Tam Hosni był podstawowym zawodnikiem zespołu. Zdobył 4 gole - dwa w grupowym meczu z Kamerunem (4:2) i po jednym w meczach z Sudanem (3:0) i Angolą (2:1). Wystąpił także w wygranym 1:0 finale z Kamerunem i z PNA przywiózł złoty medal, a także nagrodę dla najlepszego zawodnika turnieju.